# Ханс фон Фалкенщайн
Ханс Фрайхер фон Фалкенщайн (на немски: Hans von Falkenstein) е немски офицер, служил по време на Първата и Втората световна война.

## Биография

#### Ранен живот и Първа световна война (1914-1918)
Ханс фон Фалкенщайн е роден на 12 септември 1893 г. в Дрезден, Германска империя. Присъединява се към армията и през 1912 г. става офицерски кадет от пехотата. Участва в Първата световна война и се издига до звание лейтенант.

##### Междувоенен период
След края ѝ се присъединява към Райхсвера, където служи в пехотни подразделения.

#### Втора световна война (1939-1945)
Към 1939 г. е оберстлейтенант и командва 7-и картечен батальон. На 10 януари 1940 г. поема командването на 103-ти пехотен полк, на 20 декември 1941 г. на 14-а стрелкова бригада, а между 1 и 15 ноември 1942 г. временно му е поверено командването на 14-а танкова дивизия. До края на войната командва 707-а, 45-а и 24-та пехотна дивизия.

##### Пленяване и смърт
Пленен е от съветски войски на 7 май 1945 г. и е освободен през 1955 г. Умира на 30 октомври 1980 г. в Хановер, Германия.

## Военна декорация
- Орден „Германски кръст“ (1941) – златен (15 ноември 1941)